# Letheringham
Letheringham är en by och en civil parish i distriktet East Suffolk, Suffolk, England. Parish har 74 invånare (2001).